# Sistema de antígenos Diego

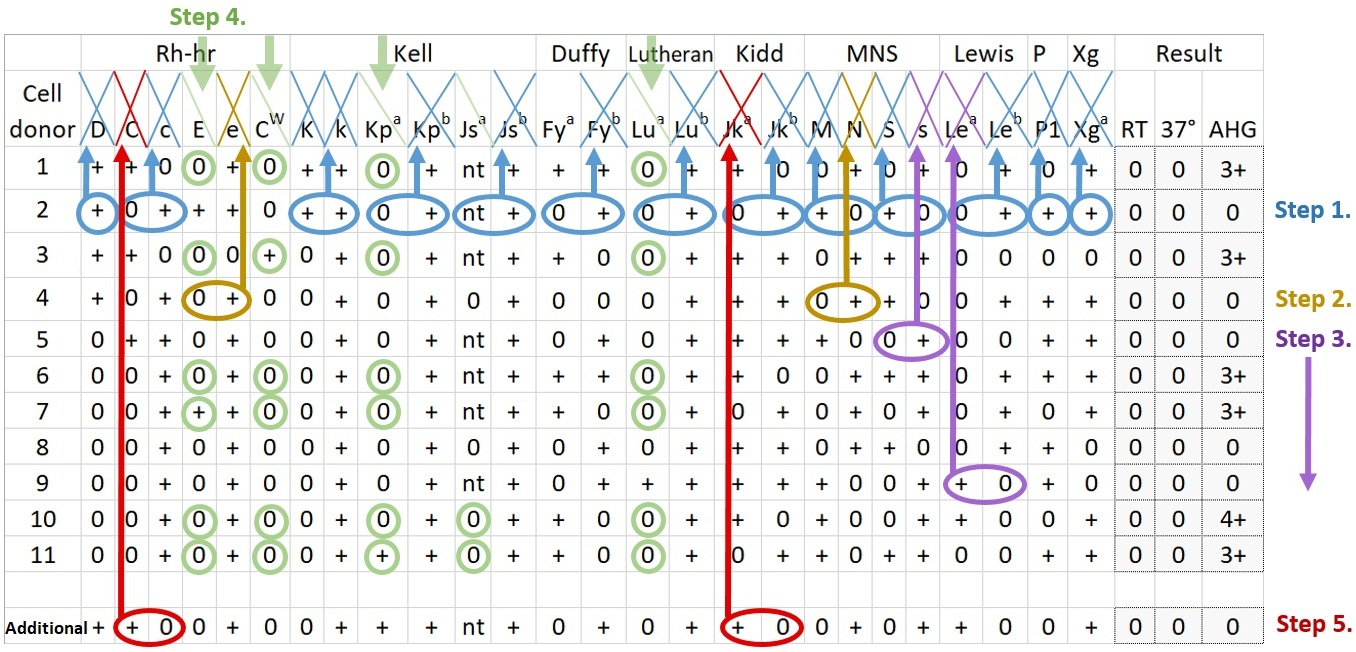
Interpretación del panel de anticuerpos para detectar anticuerpos del paciente frente a los sistemas de grupos sanguíneos humanos más relevantes.

El sistema de antígenos Diego (o grupo sanguíneo) está compuesto por 21 factores sanguíneos o antígenos transportados en la glicoproteína Band 3, también conocida como Intercambiador aniónico 1 (AE1). Los antígenos se heredan a través de varios alelos del gen SLC4A1 ubicado en el cromosoma 17 humano. La glicoproteína AE1 se expresa únicamente en los glóbulos rojos y, de forma abreviada, en algunas células del riñón. El antígeno Diego a es bastante común en los pueblos indígenas de América y los asiáticos orientales, pero muy raro o ausente en la mayoría de las demás poblaciones, lo que respalda la teoría de que los dos grupos comparten un ancestro común.

## Tipos
El sistema Diego lleva el nombre de un par de tipos, Diego a (Di a) y Diego b (Di b), que difieren en un aminoácido en la glicoproteína AE1, correspondiente a una diferencia en la secuencia de nucleótidos del gen SLC4A1. Di b es común o ubicuo en todas las poblaciones en las que se han realizado pruebas de detección, mientras que Di a se ha encontrado solo en pueblos indígenas de América y asiáticos orientales, y en personas con antepasados de esos grupos. En las personas heterocigotas los dos alelos producen ambos antígenos. No se ha analizado a ningún individuo que no produzca uno o ambos de los dos antígenos. Anti-Di a (el anticuerpo contra Di a) puede causar una enfermedad hemolítica grave en el recién nacido y una reacción transfusional grave. Anti-Di b generalmente causa reacciones más leves.
El sistema sanguíneo Wright es otro par de tipos, Wright a (Wr a) y Wright b (Wr b), que también difieren en un aminoácido en la glicoproteína AE1 y un nucleótido en el gen SLC4A1. Wr a siempre expresa antígenos, pero la reacción de anticuerpos de Wr b depende de una variación en la estructura de la glicoforina A, que se une a Wr b. Anti-Wr a también puede causar una enfermedad hemolítica grave en el recién nacido y una reacción transfusional grave. Anti-Wr b es muy raro y hay pocos datos disponibles sobre su gravedad.
Otros diecisiete tipos de sangre raros (a partir de 2002) están incluidos en el sistema de antígenos Diego, ya que son producidos por mutaciones en el gen SLC4A1. Estos incluyen Waldner (Wd a), Redelberger (Rb a), Warrior (WARR), ELO, Wulfsberg (Wu), Bishop (Bp a), Moen (Mo a), Hughes (Hu a), Van Vugt (Vg a ), Swann (Sw a), Bowyer (BOW), NFLD, Nunhart (Jn a), KREP, Traversu (Tr a), Froese (Fra) y SW1.

### Lista de antígenos Diego
| ISBT              | Símbolo | Nombre histórico | Substitución            |
| ----------------- | ------- | ---------------- | ----------------------- |
| DI1               | Dia     | Diego a          | Leu 854                 |
| DI2               | Dib     | Diego b          | pro 854                 |
| DI3               | Wra     | Wright a         | Lys 658                 |
| DI4               | Wrb     | Wright b         | Glu 658                 |
| DI5               | Wda     | Waldner          | Val 557 Met             |
| DI6               | Rba     | Radelberger      | Pro 548 Met             |
| DI7               | WARR    | Warrior          | Thr 552 II              |
| DI8               | ELO     |                  | Arg 432 Trp             |
| DI9               | Wu      | Wulfsberg        | Gly 565 Ala             |
| DI10              | Bpa     | Bishop           | Asm 569 Lys             |
| DI11              | Moa     | Moen             | Arg 656 Cys             |
| DI12              | Hga     | Hughes           | Tyr 555 His             |
| DI13              | Uga     | van Vugt         | Ag 646 Gln              |
| DI14              | Swa     | Swann            | Pro 561 Ser             |
| DI15              | BOW     | Bowyer           | Pro 561 Ser             |
| DI16              | NFLD    |                  | Glu 429 ASP Pro 561 Ala |
| DI17              | Jna     | Nunhart          | Pro 566 Ser             |
| DI18              | KREP    |                  | Pro 566 Ala             |
| DI19              | Tra     | Traversu         | Lys 551 Asn             |
| DI20              | Fra     | Froese           | Glu 480 Lys             |
| DI21              | SW1     |                  | Arg 646 Trp             |
| DI22              | DISK    |                  | Gly 565 Ala             |
| [ 5 ] [ 4 ] [ 6 ] |         |                  |                         |

## Historia
El primer antígeno Diego, Di a, fue descubierto en 1953, cuando un niño en Venezuela murió de una enfermedad hemolítica tres días después de nacer. Pronto se descartaron las discrepancias entre los tipos de sangre Factor Rh y ABO, y los investigadores comenzaron a buscar un factor sanguíneo raro. Los glóbulos rojos del padre reaccionaron fuertemente al suero sanguíneo de la madre. Se eliminaron los tipos de sangre raros conocidos en ese momento y el nuevo tipo se clasificó como tipo de sangre "privado" o "familiar". Los investigadores, con el consentimiento del padre, nombraron al nuevo tipo por su apellido, "Diego". En 1955, los investigadores encontraron que la familia Diego tenía ascendencia indígena americana, y que el factor Diego (Di a) no se restringió a la familia Diego, sino que ocurrió en varias poblaciones de Venezuela y en otras partes de América del Sur. Los investigadores sospecharon que el factor Diego podría ser un rasgo genético de la raza mongoloide y evaluaron grupos de indígenas americanos en los Estados Unidos y personas de ascendencia china y japonesa, y encontraron a Di a en esas etnias. Anti-Di b se encontró en 1967, estableciendo el grupo Diego como un sistema de dos antígenos. En 1993, se descubrió que el par de antígenos Diego resultaba de una mutación de un solo punto (nucleótido 2561) en lo que ahora se llama el gen SLC4A1 en el cromosoma 17.
El antígeno Wright a (Wr a), un tipo de sangre de muy baja frecuencia, también se descubrió en 1953. El antígeno Wright b (Wr b), un tipo de sangre de muy alta frecuencia, se descubrió aproximadamente una década después, pero los dos tipos eran no reconocido como pareja por otros 20 años. El grupo Wright finalmente se identificó como una mutación de un solo punto en el gen SLC4A1. El grupo Wright se incluyó en el grupo Diego en 1995, ya que su ubicación en el gen SLC4A1 se determinó después de que el grupo Diego se ubicara allí.
A partir de 1995, se descubrió que varios tipos de antígenos raros, algunos de los cuales se conocían desde hacía 30 años, también estaban causados por mutaciones en el gen SLC4A1 y, por lo tanto, se agregaron al sistema Diego.

## Distribución del antígeno Diego a
El antígeno Di b se ha encontrado en todas las poblaciones analizadas. El antígeno Di a, sin embargo, se ha encontrado solo en poblaciones nativas de América y Asia oriental, y personas con ascendencia de esas poblaciones. Algunos grupos en América del Sur tienen una frecuencia relativamente alta de Di a +. Una muestra del pueblo Kaingang de Brasil fue 49% Di a +. Las muestras de otros grupos en Brasil y Venezuela fueron 14% a 36% Di a +.
Si bien el antígeno Di a se encuentra en frecuencias moderadas a altas en la mayoría de las poblaciones de pueblos indígenas de América del Sur, está ausente en el pueblo Waica y ocurre con frecuencias muy bajas en los pueblos Warao y Yaruro del interior del norte de América del Sur. Layrisse y Wilbert, quienes caracterizan a estos pueblos como "indígenas marginales", propusieron que son remanentes de una primera migración a Sudamérica de personas que no habían adquirido el alelo para el antígeno Di a, con otros pueblos indígenas de Sudamérica resultantes de una migración posterior.
Muestras de grupos en Guatemala y México tienen 20% a 22% Di a +. Las muestras de grupos de indígenas americanos en los Estados Unidos y grupos de las Primeras Naciones en Canadá tienen 4% a 11% Di a +. Aunque la incidencia de Diego a + es relativamente alta en los esquimales siberianos y los aleutas (la incidencia de Diego a + en los aleutas es comparable a los niveles sudamericanos), ocurre con una frecuencia mucho menor (menos de 0,5 %) entre los esquimales de Alaska y no se ha encontrado en los inuit de Canadá.
El antígeno Di a está muy extendido en las poblaciones de Asia oriental. Las muestras de las poblaciones de Asia oriental muestran 4% Di a + para los ainu de Hokkaido, 2% a 10% Di a + para japoneses, 6% a 15% Di a + para coreanos, 7% a 13% Di a + para mongoles, 10% Di a + para el norte de China y 3% a 5% Di a + para el sur de China.
El antígeno Di a también se encuentra en el norte de la India y en Malasia, donde hay poblaciones de ascendencia asiática oriental. Se informa que los indios del norte (de etnia no especificada) tienen un 4% de Di a +. Por otro lado, una muestra de estudiantes indios que asistían a la Universidad de Michigan, la mayoría de los cuales eran gujarati, no encontró que ninguno fuera Di a +. Una encuesta de residentes del valle de Klang en Malasia encontró que la incidencia de Di a + en la etnia china es del 4%, en la etnia malaya es un poco más del 1%, y en los indios étnicos (descendientes de los indios del sur) es mucho menos del 1%. (Una muestra más pequeña de malayos en Penang, Malasia, eran 4% Di a +).
El antígeno Di a es muy raro en poblaciones africanas y europeas. Un sujeto de África Occidental tuvo una posible reacción ambigua a Di a. Se ha descubierto que alrededor del 0,5% de los europeos de ascendencia polaca son Di a +. Esta incidencia se ha atribuido a la mezcla de genes de los tártaros que invadieron Polonia hace cinco o siete siglos. El antígeno Di a se ha encontrado en el 0,89% de los alemanes de Berlín.
La distribución del antígeno Di a se ha citado como prueba de que América fue poblada por migraciones de Siberia. Las diferencias en la frecuencia del antígeno en las poblaciones indígenas de América se correlacionan con las principales familias lingüísticas, modificadas por las condiciones ambientales. Otro estudio sugiere que la distribución del antígeno Di a en Asia central ha sido moldeada por la expansión de las poblaciones mongolas y afines que resultó en la creación del Imperio mongol en los siglos XIII y XIV.